# تابوی نامگذاری
تابوی نامگذاری تابوی فرهنگی است در برابر گفتن یا نوشتن نام‌های معین اشخاص متعالی، به عنوان مثال در چین و در حوزه فرهنگی شرق آسیا. این قانون توسط چندین قانون در سراسر امپراتوری چین اجرا می‌شده‌است، اما ریشه‌های فرهنگی و احتمالاً مذهبی آن قبل از دودمان چین بوده‌است. رعایت نکردن تابوهای مناسب نامگذاری نشانه کمبود آموزش و احترام قلمداد می‌شد و باعث خجالت فرد بزهکار و شخص آزرده می‌شد.